# 반절

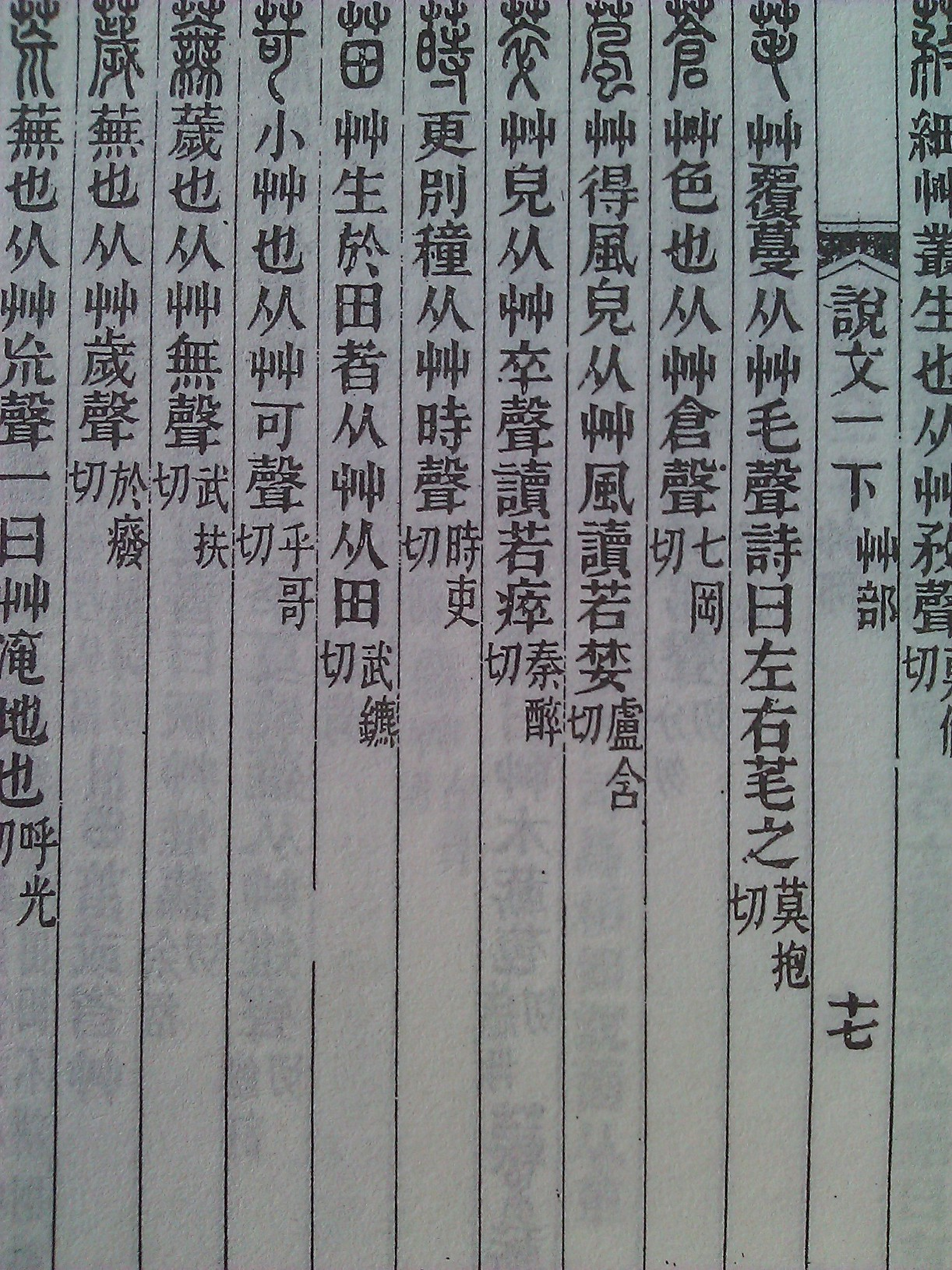
설문 竹부. 설명 아래에 작은 글씨로 쓰여 있는 것이 반절이다.

반절(反切)은 한자사전에서 한자의 음(音)을 표기하는 방법의 하나로, 두 글자를 가져오고 그 글자의 음을 조합해서 원래 글자의 음을 표기하는 방식이다. 반절이라는 이름은 반(反)과 절(切)을 합친 것으로, 수나라 시대 이전에는 '반' 혹은 '번'(翻)이라고 부르다가 당 대종 때 반역을 두려워한 황제가 '反'이라는 글자를 피휘(避諱)로 지정함으로 인해서 당대 이후에는 '절'이라고 부르게 된 것에서 유래했다.

## 역사
한자는 기본적으로 표음문자가 아니기 때문에, 처음 보거나 처음 배우는 한자의 음을 정확히 파악하는 것이 불가능하다. 그래서 주음부호와 한어병음과 같은 한자음 표기수단이 고안되기 전에는, 어떤 한자의 음을 나타내기 위해서 필연적으로 다른 한자를 가져다와 쓸 수 밖에 없었다.
《이아》 같은 고대 사전에서는 어떤 한자의 음을 표기하기 위해서 그 한자와 음이 같은 다른 한자를 예로 들었다. 이 경우 보통 문장 형식이 'A，讀若B'(A는 B와 같이 읽는다), 혹은 'A，音B'(A는 음이 B다)였는데, 전자를 '독약법'(讀若法)이라고 하고 후자를 '직음법'(直音法)이라고 했다. 일반적으로 반절이라는 방식의 도입은 후한 시대 때 불교의 전래와 함께 인도의 음운학적 지식이 중국으로 들어온 것과 연관이 있다고 여겨진다. 삼국 시대 위나라의 손염(孫炎)이 《이아음의》(爾雅音義)를 쓰고 이 책에 처음으로 반절을 학술적인 표음 방법으로 채택했다고 하며, 위진 시대에 들어서 반절이 널리 쓰이기 시작했다. 
반절이 사용된 현존하는 가장 오래된 자료는 6세기의 《옥편》과 《경전석문》(經典釋文)이다. 그 이후로도 601년에 만들어진 운서(韻書)인 《절운》(切韻)이나, 1716년에 완성된 《강희자전》에서도, 한자음을 표기하기 위해 반절이 이용되었다. 이렇듯 한어병음과 주음부호가 등장하기 전까지는 반절이 널리 사용되고 있었다.
현대에 들어서 반절은 중고음(中古音) 및 중국음운학을 연구하는 데 기초자료가 되고 있다.

## 사용 방법
반절의 기본 구조는 A，BC反 혹은 A，BC切이다. 음을 표기하려는 원래 글자(A)를 반절귀자(反切歸字), 음을 표기하기 위해 가져온 두 글자(B와 C)를 각각 반절상자(反切上字)와 반절하자(反切下字)라고 하는데, 반절상자는 성모를 표시하고 반절하자는 운모와 성조를 표시한다. 즉, B에서 음절의 초성 부분만 취하고, C에서 음절의 중성과 종성 및 성조를 취한 다음, 이 둘을 조합해서 A의 음을 표기하는 것이다. 예를 들어 광운에 '東'(동)이라는 글자의 발음을 설명하기 위해 「東，……德紅切」이라고 쓰여 있는데, 이는 '德'(덕, [tək] 입성)의 성모인 [t], '紅'(홍, [ɣuŋ] 평성)의 운모 [uŋ]과 성조 평성을 합해서, '東'(동, [tuŋ] 평성)의 발음을 나타낸 것이다.
- 「東，德紅切」: 東([tuŋ] 평성) = 德([tək] 입성) + 紅([ɣuŋ] 평성)
- 「根，古痕切」: 根([kən] 평성) = 古([kuo] 상성) + 痕([ɣən] 평성)
- 「可，枯我切」: 可([kʰɑ] 상성) = 枯([kʰuo] 평성) + 我([ŋɑ] 상성)
- 「崩，北滕切」: 崩([pəŋ] 평성) = 北([pək] 입성) + 滕([dəŋ] 평성)
- 「豆，田候切」: 豆([dəu] 거성) = 田([den] 평성) + 候([ɣəu] 거성)

## 한자음 변화의 영향
반절은 중고 시대의 한자음을 기준으로 만들어진 것이기 때문에, 복잡한 법칙을 따라 한자음이 서서히 변한 현대에 이르러서는 반절귀자와 반절상자·반절하자의 관계가 불투명해졌다. 중고 시대에는 현재 보통화의 성조체계와는 다른 사성체계로 이루어져 있었고, 전탁음(全濁音), 즉 유성 장애음 성모를 가지고 있었다. 그러다 사성체계가 성모의 청탁(무성·유성의 차이)에 영향을 받아 음조(陰調)와 양조(陽調)로 나누어져 팔성체계가 되었고, 그 후에 우어를 제외한 모든 중국어 방언에서 전탁음이 청음화(淸音化, 무성음화)되었는데, 이 때 성조의 영향을 받아 전청이 되거나 차청이 되었다. 이렇게 청탁과 성조가 서로에게 영향을 끼치면서 변화를 거친 결과, 현대 중국어에서 반절은 더 복잡한 양상을 띠게 되었다.
예를 들어, 위의 예인 「東，德紅切」에서 東, 德, 紅의 보통화 발음은 각각 [tʊŋ⁵⁵](dōng), [tɤ³⁵](dé), [xʊŋ³⁵](hóng)으로, 東과 紅의 성조가 일치하지 않는다. 이는 東의 성모인 단모(端母, [t])는 무성음이고 紅의 성모인 갑모(匣母, [ɣ])는 유성음이라서, 원래 평성이었던 東과 紅의 성조가 각각 양평성과 음평성으로 나뉘었기 때문이다. 또한 「豆，田侯切」에서 豆, 田, 候의 보통화 발음은 각각 [tɤʊ̯⁵¹](dòu), [tʰjɛn³⁵](tián), [xɤʊ̯⁵¹](hòu)로, 豆과 田의 성모가 일치하지 않는다. 이는 豆과 田의 성모는 원래 정모(定母, [d])였는데, 유성음인 정모가 무성음화될 때 豆의 성조는 거성이어서 단모(端母, [t])로 흡수되고, 田의 성조는 평성이어서 투모(透母, [tʰ])로 흡수되었기 때문이다.

## 반절상·하자
《광운》에서 쓰인 반절상자와 반절하자는 다음과 같다.

### 반절상자
| 분류   | 분류   | 성모 | 반절상자                                                                               |
| ------ | ------ | ---- | -------------------------------------------------------------------------------------- |
| 순음   | 순음   | 幫   | 方 必 北 伯 博 筆 愽 卑 補 分 百 巴 鄙 府 畀 彼 封 甫 兵 布 并 邊 陂 脯                |
| 순음   | 순음   | 滂   | 匹 譬 丕 披 峯 拂 普 撫 孚 妃 滂 芳 敷                                                 |
| 순음   | 순음   | 並   | 附 浮 便 毗 婢 符 平 傍 父 扶 薄 皮 馮 房 捕 步 部 防 白 縛 裴 弼 蒲                   |
| 순음   | 순음   | 明   | 母 摸 無 武 美 明 莫 綿 模 彌 巫 慕 靡 文 亡 謨 眉 矛 望                               |
| 설음   | 설두음 | 端   | 都 冬 當 多 得 德 丁                                                                   |
| 설음   | 설두음 | 透   | 託 湯 土 台 吐 天 通 他                                                                |
| 설음   | 설두음 | 定   | 墜 堂 徒 唐 田 杜 同 陀 度 特                                                          |
| 설음   | 설두음 | 泥   | 乃 那 内 奴 諾                                                                         |
| 설음   | 설상음 | 知   | 徵 知 張 陟 都 猪 追 中 豬 竹 丁 卓                                                    |
| 설음   | 설상음 | 徹   | 抽 褚 敕 楮 丑 他 癡 恥                                                                |
| 설음   | 설상음 | 澄   | 除 直 持 丈 宅 治 池 徒 佇 柱 遟 馳 瑒                                                 |
| 설음   | 설상음 | 孃   | 穠 拏 妳 女 尼                                                                         |
| 치음   | 치두음 | 精   | 作 祖 則 子 臧 醉 兹 資 將 借 姊 𩛠 即 遵                                              |
| 치음   | 치두음 | 清   | 麤 遷 醋 七 取 采 青 雌 此 倉 親 蒼 麁 千                                              |
| 치음   | 치두음 | 從   | 疾 秦 才 昨 前 匠 在 漸 藏 徂 慈 自 情                                                 |
| 치음   | 치두음 | 心   | 私 桑 相 斯 寫 思 須 蘇 悉 素 息 雖 辛 胥 速 先 司                                     |
| 치음   | 치두음 | 邪   | 隨 辝 辭 寺 似 夕 祥 詳 徐 旬                                                          |
| 치음   | 정치음 | 莊   | 鄒 仄 爭 簪 子 莊 側 阻                                                                |
| 치음   | 정치음 | 初   | 初 芻 廁 測 創 叉 楚 瘡                                                                |
| 치음   | 정치음 | 崇   | 士 仕 鶵 豺 崱 鉏 鋤 牀 雛 助 査 崇                                                    |
| 치음   | 정치음 | 生   | 史 沙 色 數 所 砂 疏 生 踈 山                                                          |
| 치음   | 정치음 | 俟   | 俟 牀                                                                                  |
| 치음   | 정치음 | 章   | 止 煑 珍 旨 脂 章 職 占 支 征 側 之 諸 正                                              |
| 치음   | 정치음 | 昌   | 處 姝 叱 尺 赤 昌 充                                                                   |
| 치음   | 정치음 | 常   | 甞 視 是 成 常 植 氏 殖 十 殊 署 承 市 時 臣 寔 蜀                                     |
| 치음   | 정치음 | 書   | 失 始 舒 釋 式 賞 傷 書 試 商 矢 施 識 詩                                              |
| 치음   | 정치음 | 船   | 實 神 乗 食                                                                            |
| 아음   | 아음   | 見   | 姑 吉 几 詭 各 格 公 兼 居 佳 紀 過 九 古 俱 谷 規 乖 舉                               |
| 아음   | 아음   | 溪   | 豈 客 欽 枯 牽 丘 詰 楷 綺 去 區 乞 弃 曲 苦 康 可 空 羌 窺 傾 驅 卿 墟 謙 口 恪 袪 起 |
| 아음   | 아음   | 羣   | 其 狂 跪 衢 求 奇 具 臼 巨 強 渠 曁                                                    |
| 아음   | 아음   | 疑   | 五 吾 魚 宜 俄 牛 危 疑 玉 虞 研 愚 擬 語                                              |
| 후음   | 후음   | 曉   | 荒 火 虚 胡 海 花 虎 許 呵 香 羲 朽 況 馨 興 况 呼 休 黑 喜                            |
| 후음   | 후음   | 匣   | 獲 何 胡 黃 懷 乎 戸 下 侯                                                             |
| 후음   | 후음   | 影   | 伊 依 憶 愛 握 謁 乙 紆 央 哀 鷖 衣 一 安 烟 烏 挹 憂 於                               |
| 후음   | 후음   | 云   | 永 薳 爲 有 雨 王 于 羽 榮 雲 下 筠 云 韋 洧 委                                        |
| 후음   | 후음   | 以   | 與 羊 以 移 余 于 夷 餘 翼 悅 營 弋                                                    |
| 반설음 | 반설음 | 來   | 勒 力 賴 里 盧 連 縷 良 洛 郎 離 魯 林 來 呂 落 練                                     |
| 반치음 | 반치음 | 日   | 人 而 儒 兒 如 耳 仍 汝                                                                |

### 반절하자
운모 중 A와 B로 나뉘어 있는 것은 일부 학자의 학설에 의한 것이다.
아래 표에서 반절하자는 사성에 따라 나뉘어 있으며, 각 성조에 대한 반절하자는 《광운》에서의 대표자(왼쪽)와 반절하자(오른쪽)의 두 칸으로 나뉘어 있으나, 대표자가 반드시 반절하자에 포함되어 있지는 않다.
| 섭 | 운목 | 등 | 호 | 운모  | 반절하자 | 반절하자                         | 반절하자 | 반절하자                      | 반절하자 | 반절하자                      | 반절하자 | 반절하자                      |
| -- | ---- | -- | -- | ----- | -------- | -------------------------------- | -------- | ----------------------------- | -------- | ----------------------------- | -------- | ----------------------------- |
| 섭 | 운목 | 등 | 호 | 운모  | 평성     | 평성                             | 상성     | 상성                          | 거성     | 거성                          | 입성     | 입성                          |
| 通 | 東   | 1  | 개 | 東1   | 東1      | 凍 紅 公 東 空                   | 董1      | 董 蠓 動 孔 揔                | 送1      | 送 凍 弄 貢                   | 屋1      | 卜 木 禄 谷                   |
| 通 | 東   | 3  | 개 | 東3   | 東3      | 中 融 弓 終 宮 戎                |          |                               | 送3      | 鳳 衆 仲                      | 屋3      | 逐 六 菊 竹 宿 福 匊          |
| 通 | 冬   | 1  | 개 | 冬    | 冬       | 宗 冬                            | 湩       | 湩 𪁪                         | 宋       | 宋 統 綜                      | 沃       | 沃 篤 酷 毒                   |
| 通 | 鍾   | 3  | 개 | 鍾    | 鍾       | 凶 庸 封 容 鍾 恭                | 腫       | 宂 勇 踵 隴 冢 拱 奉 悚       | 用       | 用 頌                         | 燭       | 足 蜀 録 欲 玉 曲             |
| 江 | 江   | 2  | 개 | 江    | 江       | 江 雙                            | 講       | 講 項 慃                      | 絳       | 絳 降 巷                      | 覺       | 角 覺 岳                      |
| 止 | 支A  | 3  | 개 | 支A개 | 支A개    | 移 支                            | 紙A개    | 此 紙 是 婢 氏 帋 爾          | 寘A개    | 智 賜 豉 義 企                |          |                               |
| 止 | 支A  | 3  | 합 | 支A합 | 支A합    | 爲 吹 隨 垂 隋 規                | 紙A합    | 婢 捶 累 髓 委                | 寘A합    | 睡 瑞 恚 僞 避                |          |                               |
| 止 | 支B  | 3  | 개 | 支B개 | 支B개    | 知 移 爲 宜 羈 奇 離             | 紙B개    | 豸 氏 綺 弭 侈 彼 靡 倚 爾 委 | 寘B개    | 義 寄                         |          |                               |
| 止 | 支B  | 3  | 합 | 支B합 | 支B합    | 爲 危 支 垂                      | 紙B합    | 詭 毁 弭 委                   | 寘B합    | 睡 恚 僞                      |          |                               |
| 止 | 脂A  | 3  | 개 | 脂A개 | 脂A개    | 私 脂 肌 夷 資 之                | 旨A개    | 履 几 矢                      | 至A개    | 寐 二 至 四 自 利             |          |                               |
| 止 | 脂A  | 3  | 합 | 脂A합 | 脂A합    | 綏 隹 追 維 遺                   | 旨A합    | 水 癸 誄 軌 壘 累             | 至A합    | 醉 遂 悸 類 季                |          |                               |
| 止 | 脂B  | 3  | 개 | 脂B개 | 脂B개    | 眉 悲 夷 飢 尼                   | 旨B개    | 視 美 雉 履 几 鄙 姊          | 至B개    | 冀 器 兾 備 媚 祕 利          |          |                               |
| 止 | 脂B  | 3  | 합 | 脂B합 | 脂B합    | 隹 悲 追                         | 旨B합    | 美 軌 洧                      | 至B합    | 萃 愧 位 類                   |          |                               |
| 止 | 之   | 3  | 개 | 之    | 之       | 甾 其 而 持 兹 之 擬 己          | 止       | 止 士 史 里 紀 市             | 志       | 吏 置 志 記                   |          |                               |
| 止 | 微   | 3  | 개 | 微개  | 微개     | 希 依 衣                         | 尾개     | 豈 狶                         | 未개     | 旣 豙                         |          |                               |
| 止 | 微   | 3  | 합 | 微합  | 微합     | 非 微 韋 歸                      | 尾합     | 鬼 匪 偉 尾                   | 未합     | 未 沸 貴 胃 味 畏             |          |                               |
| 遇 | 魚   | 3  | 개 | 魚    | 魚       | 余 居 魚 諸                      | 語       | 與 渚 巨 与 吕 許 舉          | 御       | 預 洳 慮 署 去 據 倨 御 助 恕 |          |                               |
| 遇 | 虞   | 3  | 합 | 虞    | 虞       | 無 隅 夫 芻 俞 輸 于 誅 逾 俱 朱 | 麌       | 武 矩 雨 庾 禹 羽 甫 主       | 遇       | 注 戍 遇 句 具                |          |                               |
| 遇 | 模   | 1  | 개 | 模    | 模       | 姑 吳 吾 胡 乎 都 孤 烏          | 姥       | 補 杜 古 魯 戸                | 暮       | 故 路 暮 誤 祚                |          |                               |
| 蟹 | 齊   | 4  | 개 | 齊개  | 齊개     | 臡 稽 低 兮 迷 奚 雞             | 薺개     | 米 弟 啓 禮                   | 霽개     | 戾 計 詣                      |          |                               |
| 蟹 | 齊   | 4  | 합 | 齊합  | 齊합     | 圭 攜                            |          |                               | 霽합     | 惠 桂                         |          |                               |
| 蟹 | 祭A  | 3  | 개 | 祭A개 |          |                                  |          |                               | 祭A개    | 祭 制 袂 蔽 例 獘             |          |                               |
| 蟹 | 祭A  | 3  | 합 | 祭A합 |          |                                  |          |                               | 祭A합    | 歲 銳 芮                      |          |                               |
| 蟹 | 祭B  | 3  | 개 | 祭B개 |          |                                  |          |                               | 祭B개    | 憩 罽 例                      |          |                               |
| 蟹 | 祭B  | 3  | 합 | 祭B합 |          |                                  |          |                               | 祭B합    | 歲 衛 稅 芮                   |          |                               |
| 蟹 | 泰   | 1  | 개 | 泰개  |          |                                  |          |                               | 泰개     | 大 蓋 太 貝 帶 艾             |          |                               |
| 蟹 | 泰   | 1  | 합 | 泰합  |          |                                  |          |                               | 泰합     | 外 會 最                      |          |                               |
| 蟹 | 佳   | 2  | 개 | 佳개  | 佳개     | 佳 膎                            | 蟹개     | 蟹 買                         | 卦개     | 賣 隘 懈 卦                   |          |                               |
| 蟹 | 佳   | 2  | 합 | 佳합  | 佳합     | 媧 緺 娃                         | 蟹합     | 買 夥 𠁥                      | 卦합     | 賣 卦                         |          |                               |
| 蟹 | 皆   | 2  | 개 | 皆개  | 皆개     | 諧 皆                            | 駭개     | 駭 楷                         | 怪개     | 戒 拜 介 怪 界                |          |                               |
| 蟹 | 皆   | 2  | 합 | 皆합  | 皆합     | 淮 懷 乖 皆                      |          |                               | 怪합     | 壞 怪                         |          |                               |
| 蟹 | 夬   | 2  | 개 | 夬개  |          |                                  |          |                               | 夬개     | 犗 夬 話 邁 喝                |          |                               |
| 蟹 | 夬   | 2  | 합 | 夬합  |          |                                  |          |                               | 夬합     | 夬 快                         |          |                               |
| 蟹 | 灰   | 1  | 합 | 灰    | 灰       | 灰 杯 恢 回                      | 賄       | 罪 賄 猥                      | 隊       | 妹 隊 對 輩 佩 昧 繢 内       |          |                               |
| 蟹 | 咍   | 1  | 개 | 咍    | 咍       | 才 哀 開 來 哉                   | 海       | 改 亥 乃 在 紿 宰 愷          | 代       | 耐 愛 代 槩 漑                |          |                               |
| 蟹 | 廢   | 3  | 개 | 廢개  |          |                                  |          |                               | 廢개     | 肺                            |          |                               |
| 蟹 | 廢   | 3  | 합 | 廢합  |          |                                  |          |                               | 廢합     | 穢 廢 吠 肺                   |          |                               |
| 臻 | 眞A  | 3  | 개 | 眞A   | 眞A      | 珍 賓 鄰 人 眞                   | 軫A      | 引 忍 腎 軫 盡                | 震A      | 印 晉 振 遴 刃                | 質A      | 必 吉 畢 日 七 質 悉 栗       |
| 臻 | 眞B  | 3  | 개 | 眞B개 | 眞B개    | 珍 巾 鄰 人 銀                   | 軫B개    | 引 忍 紖 殞                   | 震B개    | 覲 遴 刃                      | 質B개    | 密 筆 畢 乙 質 悉 一          |
| 臻 | 眞B  | 3  | 합 | 眞B합 | 眞B합    | 倫 筠 贇                         | 軫B합    | 敏 殞                         |          |                               | 質B합    | 筆                            |
| 臻 | 諄   | 3  | 합 | 諄    | 諄       | 倫 綸 勻 迍 脣 旬 遵             | 準       | 允 尹 準                      | 稕       | 順 閏 峻                      | 術       | 聿 律 卹                      |
| 臻 | 臻   | 3  | 합 | 臻    | 臻       | 臻 詵                            |          |                               |          |                               | 櫛       | 瑟 櫛 叱                      |
| 臻 | 文   | 3  | 합 | 文    | 文       | 分 文 云                         | 吻       | 粉 吻                         | 問       | 運 問                         | 物       | 弗 勿 物                      |
| 臻 | 欣   | 3  | 개 | 欣    | 欣       | 斤 欣                            | 隱       | 謹 隱                         | 焮       | 焮 靳                         | 迄       | 迄                            |
| 臻 | 元   | 3  | 개 | 元개  | 元개     | 言 軒                            | 阮개     | 偃 幰                         | 願개     | 建 万                         | 月개     | 訐 歇 謁                      |
| 臻 | 元   | 3  | 합 | 元합  | 元합     | 袁 煩 元                         | 阮합     | 遠 晚 阮                      | 願합     | 販 願 万 怨                   | 月합     | 越 發 月 厥 伐                |
| 臻 | 魂   | 1  | 합 | 魂    | 魂       | 魂 尊 渾 昆 奔                   | 混       | 衮 本 忖 損                   | 慁       | 悶 困 寸                      | 沒       | 忽 没 勃 骨                   |
| 臻 | 痕   | 1  | 개 | 痕    | 痕       | 痕 根 恩                         | 很       | 墾 很                         | 恨       | 恨 艮                         |          |                               |
| 山 | 寒   | 1  | 개 | 寒    | 寒       | 寒 干 安                         | 旱       | 旱 笴 但                      | 翰       | 案 賛 旰 按 旦                | 曷       | 割 葛 達 曷                   |
| 山 | 桓   | 1  | 합 | 桓    | 桓       | 丸 潘 端 官                      | 緩       | 緩 滿 旱 伴 管 纂             | 換       | 筭 段 換 貫 半 玩 喚 慢 亂    | 末       | 括 割 撥 栝 活 末             |
| 山 | 刪   | 2  | 개 | 刪개  | 刪개     | 班 姦 顔 還                      | 潸개     | 板 綰 赧                      | 諫개     | 晏 鴈 澗 諫 患                | 黠개     | 八 拔 黠                      |
| 山 | 刪   | 2  | 합 | 刪합  | 刪합     | 頑 還 關                         | 潸합     | 鯇 板                         | 諫합     | 慣 患                         | 黠합     | 八 滑                         |
| 山 | 山   | 2  | 개 | 山개  | 山개     | 閑 山 閒                         | 產개     | 簡 限                         | 襇개     | 莧 幻 襇                      | 鎋개     | 轄 鎋 瞎                      |
| 山 | 山   | 2  | 합 | 山합  | 山합     | 頑 鰥                            | 產합     | 辨 綰                         | 襇합     | 幻                            | 鎋합     | 䫄 刮                         |
| 山 | 先   | 4  | 개 | 先개  | 先개     | 年 前 煙 田 先 玄 賢 顚 堅       | 銑개     | 殄 峴 泫 典 繭                | 霰개     | 見 麵 佃 電 甸 練             | 屑개     | 蔑 屑 結                      |
| 山 | 先   | 4  | 합 | 先합  | 先합     | 玄 涓                            | 銑합     | 畎 泫                         | 霰합     | 縣 練                         | 屑합     | 穴 決                         |
| 山 | 仙A  | 3  | 개 | 仙A개 | 仙A개    | 然 仙 連 延                      | 獮A개    | 兖 演 翦 淺 善 展 緬          | 線A개    | 箭 扇 戰 線 賤 面 膳 彦       | 薛A개    | 辥 熱 列 滅                   |
| 山 | 仙A  | 3  | 합 | 仙A합 | 仙A합    | 專 泉 緣 員 川 宣                | 獮A합    | 兖 轉                         | 線A합    | 卷 釧 眷 絹 掾 囀 戀          | 薛A합    | 輟 雪 絕 爇 劣 悅             |
| 山 | 仙B  | 3  | 개 | 仙B개 | 仙B개    | 乾 焉 連 延                      | 獮B개    | 演 免 善 辨 展 蹇 輦          | 線B개    | 箭 變 扇 碾 眷                | 薛B개    | 列 竭 别                      |
| 山 | 仙B  | 3  | 합 | 仙B합 | 仙B합    | 緣 攣 圓 權 員 全                | 獮B합    | 兖 篆 轉 免                   | 線B합    | 倦 卷 眷 戀                   | 薛B합    | 劣 悅                         |
| 效 | 蕭   | 4  | 개 | 蕭    | 蕭       | 幺 堯 蕭 聊 彫                   | 篠       | 皎 鳥 了 皛                   | 嘯       | 弔 叫 嘯                      |          |                               |
| 效 | 宵A  | 3  | 개 | 宵A   | 宵A      | 焦 邀 霄 消 招 昭 遙             | 小A      | 小 少 沼                      | 笑A      | 要 兆 肖 召 笑 照 妙          |          |                               |
| 效 | 宵B  | 3  | 개 | 宵B   | 宵B      | 嬌 宵 瀌 遙 嚻 喬                | 小B      | 兆 小 矯 夭 表                | 笑B      | 召 照 廟                      |          |                               |
| 效 | 肴   | 2  | 개 | 肴    | 肴       | 交 茅 嘲 肴                      | 巧       | 絞 飽 爪 巧                   | 效       | 孝 稍 皃 敎                   |          |                               |
| 效 | 豪   | 1  | 개 | 豪    | 豪       | 袍 毛 曹 遭 刀 襃 勞             | 晧       | 浩 老 早 抱 道 晧             | 号       | 報 耗 倒 導 到                |          |                               |
| 果 | 歌   | 1  | 개 | 歌    | 歌       | 河 何 歌 俄                      | 哿       | 可 我                         | 箇       | 箇 个 賀 邏 佐                |          |                               |
| 果 | 戈   | 1  | 합 | 戈1합 | 戈1합    | 婆 禾 戈 和 波                   | 果1합    | 可 火 果                      | 過       | 貨 卧 過 唾 臥                |          |                               |
| 果 | 戈   | 3  | 개 | 戈3개 | 戈3개    | 伽 迦                            |          |                               |          |                               |          |                               |
| 果 | 戈   | 3  | 합 | 戈3합 | 戈3합    | 𩨷 靴 𩨭 伽 𦚢                   |          |                               |          |                               |          |                               |
| 假 | 麻   | 2  | 개 | 麻2개 | 麻2개    | 加 巴 霞 牙                      | 馬2개    | 賈 雅 疋 下                   | 禡2개    | 訝 嫁 亞 駕                   |          |                               |
| 假 | 麻   | 2  | 합 | 麻2합 | 麻2합    | 花 華 瓜                         | 馬2합    | 寡 瓦                         | 禡2합    | 罵 化 霸 㕦                   |          |                               |
| 假 | 麻   | 3  | 개 | 麻2합 | 麻3개    | 車 嗟 遮 奢 邪 賒                | 馬3개    | 冶 也 姐 者 野                | 禡3개    | 謝 夜                         |          |                               |
| 宕 | 陽   | 3  | 개 | 陽개  | 陽개     | 羊 章 陽 莊 良                   | 養개     | 㢡 掌 丈 兩                   | 漾개     | 向 亮 樣 讓                   | 藥개     | 雀 灼 略 約 虐 若 爵 勺 藥    |
| 宕 | 陽   | 3  | 합 | 陽합  | 陽합     | 方 王 良                         | 養합     | 昉 兩 養 网 往                | 漾합     | 訪 況 亮 放 妄                | 藥합     | 籰 钁 縛                      |
| 宕 | 唐   | 1  | 개 | 唐개  | 唐개     | 旁 當 光 岡 郎                   | 蕩개     | 黨 朗                         | 宕개     | 浪 宕 曠                      | 鐸개     | 各 落                         |
| 宕 | 唐   | 1  | 합 | 唐합  | 唐합     | 黃 光                            | 蕩합     | 晃 廣                         | 宕합     | 謗 浪 曠                      | 鐸합     | 穫 各 博 郭                   |
| 梗 | 庚   | 2  | 개 | 庚2개 | 庚2개    | 庚 行 盲                         | 梗2개    | 幸 杏 梗 冷 打 猛             | 映2개    | 更 孟 敬                      | 陌2개    | 格 伯 陌 白                   |
| 梗 | 庚   | 2  | 합 | 庚2합 | 庚2합    | 橫 盲                            | 梗2합    | 礦 䁝 猛                      | 映2합    | 孟                            | 陌2합    | 伯 白 擭                      |
| 梗 | 庚   | 3  | 개 | 庚3개 | 庚3개    | 庚 明 京 驚 卿 兵                | 梗3개    | 永 影 丙 景                   | 映3개    | 病 慶 敬 命                   | 陌3개    | 劇 逆 戟 郤                   |
| 梗 | 庚   | 3  | 합 | 庚3합 | 庚3합    | 榮 兵                            | 梗3합    | 永 憬                         | 映3합    | 命                            | 陌3합    | 虢                            |
| 梗 | 耕   | 2  | 개 | 耕개  | 耕개     | 莖 萌 耕                         | 耿개     | 幸 耿                         | 諍개     | 爭 諍 迸                      | 麥개     | 摘 革 厄 麥 核 獲 責 戹       |
| 梗 | 耕   | 2  | 합 | 耕합  | 耕합     | 宏 萌                            |          |                               | 諍합     | 迸                            | 麥합     | 麥 摑 獲                      |
| 梗 | 清   | 3  | 개 | 清개  | 清개     | 貞 成 盈 征 情 并                | 靜개     | 靜 井 整 郢                   | 勁개     | 令 姓 正 盛 政 鄭             | 昔개     | 昔 辟 積 隻 易 石 炙 益 迹 亦 |
| 梗 | 清   | 3  | 합 | 清합  | 清합     | 傾 營                            | 靜합     | 頃 潁                         | 勁합     | 正                            | 昔합     | 隻 役                         |
| 梗 | 青   | 4  | 개 | 青개  | 青개     | 經 靈 刑 丁                      | 迥개     | 鼎 迥 涬 醒 頂 挺 剄          | 徑개     | 定 徑 佞                      | 錫개     | 歷 擊 狄 激                   |
| 梗 | 青   | 4  | 합 | 青합  | 青합     | 螢 扃                            | 迥합     | 迥 頂                         |          |                               | 錫합     | 闃 鶪 狊                      |
| 曾 | 蒸   | 3  | 개 | 蒸개  | 蒸개     | 蒸 冰 升 陵 兢 乗 仍 矜 膺       | 拯개     | 拯 庱                         | 證개     | 證 應 甑 孕 𩜁                | 職개     | 直 逼 力 職 側 極 翼 即       |
| 曾 | 蒸   | 3  | 합 | 蒸합  |          |                                  |          |                               |          |                               | 職합     | 逼                            |
| 曾 | 登   | 1  | 개 | 登개  | 登개     | 崩 滕 恒 楞 增 登 朋             | 等개     | 肯 等                         | 嶝개     | 鄧 贈 隥 亘                   | 德개     | 則 得 勒 黑 墨 德 北          |
| 曾 | 登   | 1  | 합 | 登합  | 登합     | 肱 弘                            |          |                               |          |                               | 德합     | 或 國                         |
| 流 | 尤   | 3  | 개 | 尤    | 尤       | 周 浮 州 秋 鳩 尤 謀 由 流 求    | 有       | 久 婦 柳 酉 否 九 有          | 宥       | 佑 富 僦 副 呪 溜 救 又 祐    |          |                               |
| 流 | 侯   | 1  | 개 | 侯    | 侯       | 侯 婁 鉤                         | 厚       | 后 垢 苟 厚 斗 口             | 候       | 漏 遘 豆 候 奏                |          |                               |
| 流 | 幽   | 3  | 개 | 幽    | 幽       | 烋 彪 虯 幽                      | 黝       | 糾 黝                         | 幼       | 謬 幼                         |          |                               |
| 深 | 侵A  | 3  | 개 | 侵A   | 侵A      | 針 心 深 尋 林 淫                | 寑A      | 枕 甚 朕 稔 荏                | 沁A      | 禁 任 鴆                      | 緝A      | 執 入 立 汁                   |
| 深 | 侵B  | 3  | 개 | 侵B   | 侵B      | 今 金 針 吟 簪 心 深 林          | 寑B      | 㾕 甚 錦 朕 凜 飲 稔          | 沁B      | 禁 譖 蔭 鴆                   | 緝B      | 戢 入 及 立 汲 急             |
| 咸 | 覃   | 1  | 개 | 覃    | 覃       | 南 含 男                         | 感       | 禫 唵 感                      | 勘       | 暗 紺                         | 合       | 沓 閤 荅 合                   |
| 咸 | 談   | 1  | 개 | 談    | 談       | 談 甘 三 酣                      | 敢       | 覽 敢                         | 闞       | 瞰 蹔 𣊟 暫 濫                | 盍       | 盍 榼 雜 臘                   |
| 咸 | 鹽A  | 3  | 개 | 鹽A   | 鹽A      | 鹽 廉 占                         | 琰A      | 染 漸 冉 琰                   | 豔A      | 驗 豔 贍                      | 葉A      | 涉 接 葉 攝                   |
| 咸 | 鹽B  | 3  | 개 | 鹽B   | 鹽B      | 淹 廉 炎                         | 琰A      | 檢 險 儉 琰 斂 奄             | 豔A      | 驗 窆 豔                      | 葉B      | 葉 輒                         |
| 咸 | 添   | 4  | 개 | 添    | 添       | 兼 甜                            | 忝       | 玷 忝 簟                      | 㮇       | 店 念                         | 怗       | 頰 愜 牒 協                   |
| 咸 | 咸   | 2  | 개 | 咸    | 咸       | 讒 咸                            | 豏       | 豏 斬 減                      | 陷       | 賺 陷 韽                      | 洽       | 洽 夾 㘝                      |
| 咸 | 銜   | 2  | 개 | 銜    | 銜       | 銜 監                            | 檻       | 黤 檻                         | 鑑       | 鑑 懺                         | 狎       | 甲 狎                         |
| 咸 | 嚴   | 3  | 개 | 嚴    | 嚴       | 嚴 𩏩                            | 儼       | 广 掩                         | 釅       | 劔 欠 釅                      | 業       | 劫 業 怯                      |
| 咸 | 凡   | 3  | 합 | 凡    | 凡       | 凡 咸                            | 范       | 錽 犯 范                      | 梵       | 泛 劔 梵                      | 乏       | 乏 法                         |

## 의의와 한계
반절은 음절을 반으로 나눠 인식하고 이를 체계적으로 표현했다는 점에서 과학적이고 진보된 표음 방식이다. 또한 반절에 쓰이는 반절상하자에는 잘 쓰이지 않는 글자를 피했기 때문에, 반절상하자의 음들을 알고 있으면 원래 알고자 하는 어려운 한자의 음을 금방 알 수 있었다. 이런 면에서 반절은 이전에 쓰이던 독약법, 직음법 등의 방법과 비교해서 훨씬 더 진화한 방법이라고 볼 수 있다. 그러나 한어병음이나 주음부호와 비교할 때, 반절로 표기할 때 쓰이는 상하자가 너무 많다는 점(반절상자 약 400개, 반절하자 약 1000개, 조합 약 5000개)과, 글자의 그대로 읽지 않고 일부분만 따온 다음 조합해서 읽어야 한다는 점에서 한계를 지니고 있다. 또한 쉬운 글자의 음을 표기할 때 오히려 더 복잡한 글자들의 합으로 표현해야 한다는 것도 문제점으로 지적된다. 예를 들어 一(일)은 於(어)와 悉(실)의 합으로, 八(팔)은 博(박)과 撥(발)의 합으로 표현되어 있다.